# NetIQ eDirectory
NetIQ eDirectoryは、NetIQから販売されているX.500互換ディレクトリ・サービスソフトウェア製品。前身であるNetWare Directory Services (NDS) はノベルが1993年にリリースを開始し、その後Novell eDirectoryとなった。ネットワーク内の複数のサーバやコンピュータ上のリソースへのアクセスを集中管理する。

## 特徴
Directory Services は階層型オブジェクト指向データベースであり、組織内のあらゆる資産を論理ツリーで表現する。資産には、人、職、サーバ、ワークステーション、アプリケーション、プリンタ、サービス、グループなどが含まれる。動的権限継承と等価性を使用することで、グローバルな制御も細かい制御も効率的に実装される。ツリー内のオブジェクト間のアクセス権は要求時に決定され、ツリー内のアクセス対象オブジェクトの位置、セキュリティ等価性、個々の割り当てによって決定される。
eDirectoryはツリーの任意の箇所でのパーティショニングが可能で、そのパーティションを任意の台数のサーバにレプリケーションできる。１台のサーバーで複数のレプリカを保持できるため、レプリケーションの保持とメンテナンスは少ないサーバーリソースで行うことができる。レプリケーションは定期的にオブジェクト群の中のアイテムの差分を使ってなされ、LAN/WANトラフィックを削減している。各サーバは、それが保持する情報のマスターとして動作できる（その複製は読み取り専用ではない）。マスターレプリカはパーティションの分割などの操作の時に意識され、それ以外は、読み書き可能レプリカ同様に動作する。さらに、複製にフィルターをかけて定義された属性だけを含むようにして性能を向上させることもある（例えば、電話帳として使うために、名前と電話番号だけを含むように複製を設定することができる）。
eDirectoryは参照完全性とマルチマスター・レプリケーションをサポートし、モジュラーな認証アーキテクチャとなっている。アクセス方法としては、LDAP、DSML、SOAP、ODBC、JDBC、JNDI、ADSIがあり、10億以上のオブジェクトまで扱える。

## サポートしているプラットフォーム
- Windows 2000
- Windows Server 2003
- SUSE Linux Enterprise Server
- Red Hat Enterprise Linux
- Novell NetWare
- Open Enterprise Server
- Sun Solaris
- IBM AIX
- HP-UX

## 利用しているデータベースエンジン
バージョン8以前のeDirectory（当時の名称は Novell Directory Services）レコードベースのデータベース管理エンジン Recman を使っていた。Recman は NetWare OS に組み込まれた Transaction Tracking System に依存していた。eDirectoryのバージョン8以降（そしてGroupWise collaboration suite バージョン5）では FLAIM データベースエンジンを使っている。FLAIM (FLexible Adaptable Information Management) はノベルが開発したオープンソースの組み込み用データベースエンジンで、かつての WordPerfect Office で使われていたものである。FLAIMは2006年、GPLライセンスでリリースされた。これにより eDirectory は NetWare 以外のプラットフォーム（Windows、Linux、Unix）に移植されるようになった。

## 採用状況
IDCによれば、eDirectoryはフォーチュン1000企業の80%以上で使われている。
- フランス税務当局は納税者のアイデンティティリポジトリとして Novell eDirectory を採用した。現在は数十万のIDを保持しており、最終的には3500万の全納税者に対応できるまでに拡張される予定である。[4]
- 世界最大の信用調査機関 TransUnion はWebエクスペリエンスのパーソナライズに eDirecotryを採用した。TransUnion のサイトには毎年1000万から1200万の顧客がアクセスする。